# 東経57度線
東経57度線（とうけい57どせん）は、本初子午線面から東へ57度の角度を成す経線である。北極点から北極海、ヨーロッパ、アジア、インド洋、南極海、南極大陸を通過して南極点までを結ぶ。
東経57度線は、西経123度線と共に大円を形成する。

## 通過する地域一覧
東経57度線は、北極点から南極点まで南に向かって以下の場所を通っている。
| 地理座標                                             | 国土・領土・領海 | 備考 |
| ---------------------------------------------------- | ---------------- | --- |
| 北緯90度0分 東経57度0分 / 北緯90.000度 東経57.000度  | 北極海           | |
| 北緯81度32分 東経57度0分 / 北緯81.533度 東経57.000度 | ロシア           | カール＝アレキサンダー島、ジャクソン島（英語版）、パイエル島、ツィーグラー島（英語版）、ソールズベリー島（英語版）、マック＝クリントク島（ゼムリャフランツァヨシファ） |
| 北緯80度3分 東経57度0分 / 北緯80.050度 東経57.000度  | バレンツ海       | |
| 北緯75度22分 東経57度0分 / 北緯75.367度 東経57.000度 | ロシア           | セヴェルヌィ島（ノヴァヤゼムリャ） |
| 北緯73度19分 東経57度0分 / 北緯73.317度 東経57.000度 | カラ海           | |
| 北緯70度51分 東経57度0分 / 北緯70.850度 東経57.000度 | ロシア           | ユージヌィ島（ノヴァヤゼムリャ） |
| 北緯70度29分 東経57度0分 / 北緯70.483度 東経57.000度 | バレンツ海       | ペチョラ海（英語版） |
| 北緯68度32分 東経57度0分 / 北緯68.533度 東経57.000度 | ロシア           | |
| 北緯51度3分 東経57度0分 / 北緯51.050度 東経57.000度  | カザフスタン     | |
| 北緯45度14分 東経57度0分 / 北緯45.233度 東経57.000度 | ウズベキスタン   | |
| 北緯41度54分 東経57度0分 / 北緯41.900度 東経57.000度 | トルクメニスタン | |
| 北緯41度36分 東経57度0分 / 北緯41.600度 東経57.000度 | ウズベキスタン   | |
| 北緯41度15分 東経57度0分 / 北緯41.250度 東経57.000度 | トルクメニスタン | |
| 北緯38度10分 東経57度0分 / 北緯38.167度 東経57.000度 | イラン           | |
| 北緯26度50分 東経57度0分 / 北緯26.833度 東経57.000度 | オマーン湾       | |
| 北緯24度4分 東経57度0分 / 北緯24.067度 東経57.000度  | オマーン         | |
| 北緯18度50分 東経57度0分 / 北緯18.833度 東経57.000度 | インド洋         | アガレガ諸島（ モーリシャス）のすぐ東を通過 モーリシャス島のすぐ西を通過                                                                                               |
| 南緯60度0分 東経57度0分 / 南緯60.000度 東経57.000度  | 南極海           | |
| 南緯66度27分 東経57度0分 / 南緯66.450度 東経57.000度 | 南極大陸         | オーストラリア南極領土（ オーストラリアが領有権主張） |
| 南緯66度42分 東経57度0分 / 南緯66.700度 東経57.000度 | 南極海           | |
| 南緯66度59分 東経57度0分 / 南緯66.983度 東経57.000度 | 南極大陸         | オーストラリア南極領土（ オーストラリアが領有権主張） |